# エックハルト・トール
エックハルト・トール（Eckhart Tolle, 英語発音 [ˈɛkɑːrt ˈtɒlə]。 ドイツ語発音: [ˈɛkaʁt ˈtɔlə]。Ulrich Leonard Tolleとして、1948年2月16日生まれ）は、ドイツ生まれでカナダ在住の著者。「さとりをひらくと人生はシンプルで楽になる」（原題 The Power of Now）と、「ニュー・アース -意識が変わる 世界が変わる」（原題 A New Earth）の二冊の著作で特によく知られる。2011年に、ワトキンス・レビュー（Watkins Review）による、 世界で最も精神的に影響力のある人物に位置づけられた。2008年にはニューヨーク・タイムズが「アメリカで最も人気のある精神世界分野の著者」と評した。
ロンドン大学を卒業後29歳で「内なる変革」を経験するまでは、人生の大半を落ち込んで過ごしていたという。その後数年間、無職のまま「深い喜びの状態」で彷徨って過ごして、後に精神世界の指導者となった。のちに北米に移り住み、最初の本“The Power of Now”を書き始め、この著作は1997年に出版された。2000年にはニューヨーク・タイムズのベストセラー一覧に掲載された。現在に至るまで10年以上カナダのバンクーバーに居住している。
2009年までに上記の二冊は、北米だけで三百万部と五百万部売れた。2008年にはおよそ三千五百万人が、オプラ・ウィンフリーとトールによる、10回連続のネット生中継ウェビナーに参加した。トールは特定の宗教との関わりを持っていないが、広範な精神世界の著作に影響を受けている。

## 経歴

### 生い立ちと教育
ウルリッヒ・レオナルド・トール（Ulrich Leonard Tolle）として、1948年、ドイツのリューネンに生まれる。本人によると、子供時代、とりわけドイツにいた小さい頃は不幸だった。両親は喧嘩をして結局は別れてしまい、敵意に満ちた学校では完全に孤立していた。第二次世界大戦の連合軍の爆撃で破壊された建物のなかで遊ぶうちに、トールは「国家のエネルギー場の痛み」を感じてひどく落ち込んだという。13歳の時、スペインへ移住して父と暮らした。トールの父は、高校へ通うように無理に勧めなかったので、トールは文学、天文学と語学を自宅で学習する道を選んだ。
15歳でトールはドイツの神秘主義者ヨーゼフ・アントン・シュナイデルフランケン（別名 Bô Yin Râ）の著作群を読み、大いに影響を受けたという。
19歳の時、トールはイギリスへ移住し、三年間ドイツ語とスペイン語をロンドンの語学学校で教えた。「抑鬱と不安と恐怖」に悩まされ、人生の中で「答えを求め」始めた。22歳頃、この探求を、哲学、心理学と文学を学ぶことで追求することを決意し、ロンドン大学へ入学する。卒業後、ケンブリッジ大学で大学院生として研究をするための奨学金を得て、1977年に大学院に入学した。

### 内なる変革
1977年のある夜、29歳の時、長期間に渡り自殺を考えるほどの抑鬱に悩まされた後、トールは「内なる変革」を経験したという。その夜、トールは眠りから覚め、「ほとんど耐えられないほどの」鬱に苦しんでいたが、その時、人生を変えるような至福を味わった。この時のことを思い出して本人が語る様子は以下の通りである。
私は、もうそれ以上自分自身と生きることが出来なかった。そして、答えのない疑問が生じた。自分と生きることが出来ないこの「私」は、一体誰なんだ？　自分とは何だ？　私は虚空へと吸い込まれるように感じた。その時は、一体何が起こったのか知らなかったが、満たされない過去と恐ろしい未来との間に生きている、思考が作り出した自我が、その重苦しさ、その抱える問題と共に、崩壊したのだ。翌朝、目が覚めてみると、すべてが実に穏やかだった。この平安は、自我がそこに無かったために現れたのだ。ただ存在の感覚のみ、あるいは「在ること」、ただ観察し見守っているだけだ。
次の朝、トールはロンドン市内を散歩したが、「すべてが奇跡のようで、深く穏やかだった。車の往来さえも。」この感覚は持続し、トールはいかなる場面でも、そこに潜む平安を強く感じとるようになった。トールは博士号のために勉強をするのを辞め、ほぼ二年間に渡り、ほとんどの時間を「深い祝福に満たされた状態で」、ロンドン中心部のラッセル・スクウェアの公園のベンチに座って、「世界が移ろいゆくのを見て」過ごした。トールは友人のところに居候になったり、仏教寺院に泊まったりしたが、それ以外はハムステッド・ヒースでホームレスとして野宿もした。家族はトールが「無責任で、かつ正気を失った」と思っていた。トールは、名をウルリッヒからエックハルトへと変えたが、ドイツの哲学者、神秘主義者のマイスター・エックハルトを偲んだものという見方がある一方、偶然の一致を引き起こしたとする見方もある。

### 精神世界の指導者として
この期間の後、ケンブリッジ時代の学生仲間や、偶然出会った人々が、トールに彼の思想を教えてくれと尋ねるようになった。トールはカウンセラー、精神世界の教師として働き始めた。続く五年間、教え子たちが絶え間なくトールの元を訪れた。ロンドンから三時間ほど西に位置し、新しいライフスタイルの中心地として知られる、グラストンベリーへと引越した。1995年、北アメリカの西海岸を数度訪れた後、ブリティッシュコロンビアのバンクーバーへ住むようになり、そこで後に妻となる、キム・エングと出会った。
トールの最初の本、The Power of Now は1997年にナマステ出版から出版された。初版はわずか3000部が出版された。「私は毎週、自分でバンクーバーの小さな本屋へ数冊を届けていた。...友人たちが、離れたところの精神世界の書店にも数部置いてもらうように動いてくれた。」この本は、ニューワールド・ライブラリーの版権の下で1999年に出版された。2000年に、著名司会者のオプラ・ウィンフリーが、自身の雑誌 O, The Oprah Magazine 上でこの本を推奨。2000年の8月には、ニューヨーク・タイムズのベストセラー一覧のハードカバー部門に登場。さらに二年後には、同じ一覧の第一位に輝いた。2008年までには、この本は英語から33カ国語に訳されており、さらにその後アラビア語に翻訳されている。トールは二冊目の本Stillness Speaksを2003年に出版。2011年の7月には、The Power of Nowは、ニューヨーク・タイムズのペーパーバック部門のベストセラー・トップテンに102回目の登場を果たした。
2005年にトールは三冊目の本 A New Earth を出した。この本はニューヨーク・タイムズのベストセラー一覧で2008年の3月から9月までの間に数度第一位に輝いた。2008年末までに、46回この一覧に掲載された。この年における A New Earth の高い販売部数は、オプラ・ウィンフリーが1月に彼女の読書クラブで取り上げたことに端を発する。この後の四週間で、三百五十万部が売れた。2008年3月に、トールは彼女とともに一連のウェビナー（生中継のネット上の講習会）を開始した。隔週で開かれた全十回のウェビナーは、トールとウィンフリーの討論、瞑想、Skypeを通じた視聴者からの質問などを含んでいた。各回のウェビナーは、A New Earth の各章に焦点を絞っていた。第三回のウェビナーは一千百万人以上の視聴者を集めた。

## 著作

### 単著
- エックハルト・トール、飯田史彦 （監修）、あさり みちこ（訳）、2002年、『さとりをひらくと人生はシンプルで楽になる』、徳間書店 ISBN 978-4198615321（原題 The Power of Now: A Guide to Spiritual Enlightenment, New World Library, October, 1999 ISBN 1-57731-152-3 (HC) ISBN 1-57731-480-8 (PB)）

- エックハルト・トール、飯田史彦（訳）、2003年、『わたしは「いま、この瞬間」を大切に生きます』、徳間書店 ISBN 978-4198617110；エックハルト・トール、飯田史彦（訳）、2008年、『人生が楽になる 超シンプルなさとり方』、徳間書店 ISBN 978-4199060038（原題 Practicing the Power of Now: Essential Teachings, Meditations, and Exercises from The Power of Now, New World Library, October 10, 2001 ISBN 1-57731-195-7 (HC))

- エックハルト・トール、あさりみちこ（訳）、2006年、『世界でいちばん古くて大切なスピリチュアルの教え』、徳間書店 ISBN 978-4198621636（原題 Stillness Speaks: Whispers of Now', New World Library, August 2003 ISBN 1-57731-400-X）

- エックハルト・トール、吉田 利子（訳）、2008年、『ニュー・アース -意識が変わる 世界が変わる』、サンマーク出版 ISBN 978-4763198723（原題 A New Earth: Awakening to Your Life's Purpose, Dutton, October 11, 2005 ISBN 0-525-94802-3）

- エックハルト・トール、長崎訓子（訳）、2008年、『ミルトンズ・シークレット～幸せになる世界一シンプルな方法』、マキノ出版 ISBN 978-4837671480（原題 Milton's Secret: An Adventure of Discovery through Then, When, and The Power of Now, Hampton Roads, 2008 ISBN 978-1-57174-577-4）

- Oneness With All Life: Inspirational Selections from A New Earth, Penguin Group, November 2008
- Guardians of Being, New World Library, October 2009 ISBN 978-1-57731-671-8

### 監修
- スーザン・スティフェルマン 『エックハルト・トールの「子育て」の魔法: あなたが気づけば、子供は変わる!』　エックハルト・トール監修、町井みゆき訳、徳間書店、2015年12月。